# 大久保ちか
大久保 ちか（おおくぼ ちか、11月13日 - ）は、日本の舞台女優、声優、紙芝居師。紙芝居師名は「こむぎちゃん」。福岡県北九州市出身。

## 来歴
玉川大学芸術学部卒 。かつてはファンカスキャンパーズ009（旧名・衝突安全ボディー）に所属していた。2014年4月よりアップアンドアップスに所属。
2015年7月より「紙芝居師こむぎ」としても活動開始。2018年8月、紙芝居師かみはる、紙芝居師あいり～んとともに女子紙芝居師ユニット「織紙姫」を結成。
2018年9月1日、紙芝居師ゴンちゃんとしても活動している声優の中山和久と結婚したことを発表した。
同日、声優の大久保ちかとしては、アップアンドアップスに所属しながら、紙芝居師こむぎちゃんとして、MANKAI productionに所属したことも発表した。
紙芝居師こむぎちゃんとしてのソロ活動、織紙姫としての活動に加えて、夫である紙芝居師ゴンちゃんとのめおと紙芝居にも力を入れており、2019年9月にはめおと紙芝居の紹介サイトも開設した。
新型コロナウィルスの影響により紙芝居口演が開催できなくなってからは、2020年5月に紙芝居師ゴンちゃんと共同のYoutubeチャンネル「こむゴンちゃんねる」を開設し、オリジナルの紙芝居をオンラインで発表し続けている。

## 人物
- 好きなものは、甘いもの・生もの・雑貨・音楽・海・水族館・プラネタリウム・思いつき旅行・カフェ巡り・フェスティバル参戦・ウサギ。
- 嫌いなものは、ガ・チョウ・パクチー・蜂蜜・きな粉・嘘。
- 紙芝居活動のことを、お菓子大好きっ子こむぎちゃんの紙芝居という甘い活動＝｢こむぎの甘活｣と名付けている[12]。
- チョコレートが好きで、2018年10月にはチョコレート検定にも合格した。[13]
- 任天堂の『MOTHER』を人生最高のゲームと公言しており、MOTHERのゲーム実況を行うために夫の中山和久と「こむゴンゲームちゃんねる」[14]を開設した。

## 出演

### アニメ
- 神様はじめましたシリーズ（虎徹[15]）
- アンパンマン（ネコ美、クマの男の子役）
- シュガシュガルーン（ビー）
- 僕等がいた（クラスメイト）
- おねがいマイメロディ 〜くるくるシャッフル!〜（生徒）
- 人造昆虫カブトボーグ V×V（子供）
- 家庭教師ヒットマンREBORN!（正一の姉（入江明子）、生徒）
- おじゃる丸（ムコ蜂、おばさん、主婦、子供、生徒、客）
- DD北斗の拳
- 恐竜少女ガウ子
  - プロトタイプ版（たまこ（お母さん））
  - Netflix版（お肉屋のおばさん、細井くん）[16]
- Dies irae（2017年、街の子供）
- 臨死!!江古田ちゃん（2019年、電車の乗客、主婦）[17]
- 3Dドラマ「漂流兄弟」（2020年、くまま）
- ロックンおヨネ（文化庁委託事業 令和3年度アニメーション人材育成調査研究事業技術継承プログラム作品）（2022年、平平カンナ[18]）
- ルカと太陽の花（2024年、ラング農婦）[19]
- ルカと太陽の花 第2章（2025年、ヤオガミ）[20]

### ゲーム
時期不明
- メタルサーガ 〜荒野の方舟〜（エンジニア）
- モンスター娘のいる日常 オンライン（クーラ）
- リング☆ドリーム 女子プロレス大戦（火村怜、赤津ちか【3rd】）
- 都立水商!（清美ベネット、宍戸由良）
- 23/7 トゥエンティ スリー セブン（フリードリヒ・フレーベル、ユミル）
- ゲシュタルト・オーディン（宮本武蔵）

2020年
- 海腹川背 BaZooKa!（ポチ）
- イリュージョンコネクト（神澄、キラヤ）

2021年
- 創造ウェブブラウザRPGバースセイバー（ファイヤアックス）
- ミアステール～デズニフの遺跡～（女騎士ゾエ）
- かしおり（ザット）
- コットンロックンロール（タクート）

2022年
- モンスターストライク（2022年 - 2025年、ルイス・フロイス〈内藤ジョアン〉、ラパパタ）

2023年
- Link!Like!ラブライブ!（2023年 - 2025年、寮母）

2024年
- 箱庭開拓 ハムスターと太陽の里（けいしー）

### 舞台
- 2000.03.24〜26 カプリコ 『ポップンロール』（キッドアイラックホール）
- 2000.08.03〜06 カプリコ 『HORROR MAN』（東演パラータ）
- 2000.12.22〜24 カプリコ 『モモ』（アイピット目白）
- 2001.06.21〜24 カプリコ 『SiLOQLO』（アイピット目白）
- 2002.03.27〜31 カプリコ 『メアリー』（こまばアゴラ劇場）
- 2005.02.11〜13 アートインAsibina 『だいっきらい。』（青山円形劇場）
- 2005 アートインAsibina 『だいっきらい。』（神田児童館、富士見児童館、代々木オリンピックセンター）
- 2005.08 アートインAsibina 『だいっきらい。』（韓国yeon woo劇場）
- 2005.10.06〜10 衝突安全ボディー vol.8 『GYOZIN軍byネーチャー』（シアターモリエール）
- 2006.05.05〜09 衝突安全ボディー vol.9 『スーパーヒーローイズム』（シアターグリーン エリア171 ※現：BOX in BOX THEATER）
- 2007〜 学劇団いちょう座 リーダース・シアター『お話がいっぱい』
- 2007.04.06〜08 チェリーブロッサムハイスクール PLAY_② 『EXPO'85』（大塚萬劇場）
- 2007.06.01〜03 Func A ScamperS 009 #01 『オフ・ザ・レコード』（中野ウエストエンドスタジオ）
- 2007.11.23〜27 Func A ScamperS 009 #02 『The Birth of バース』（中野ウエストエンドスタジオ）
- 2008.01.24〜27 Func A ScamperS 009 15minutes made vol.3 『ネガメ』（ザムザ阿佐谷）
- 2008.02.21〜03.05 ROCK MUSICAL PROJECT #002 『ホワイトソング』（笹塚ファクトリー）
- 2008.06.04〜08 Func A ScamperS 009 #03 『彼女が服を着た理由』（笹塚ファクトリー）
- 2008.10.31〜11.03 横浜未来演劇人シアター 『市電うどん特盛版　ハマのメリー伝説』（特設　みなとみらいテント劇場）
- 2009.01.28〜02.01 Func A ScamperS 009 #04 『君の先』（中野 ザ・ポケット）
- 2009.07.12〜19 Func A ScamperS 009 #05 『突然3号』（笹塚ファクトリー）
- 2010.05.22〜30 Func A ScamperS 009 #06 『スーパーヒーローイズム』（吉祥寺シアター）
- 2012.07.23～31 MU『MY SWEET BOOTLEG』（Theater&Company COREDO）
- 2017.01.19〜22 ～Asfeel～プロデュース公演 『空港～飛んで火に入る夏の虫～』※ゲスト出演（小劇場楽園）
- 2017.06.17 劇団ガソリーナ リーディングドラマ『ファンレターズ』（シアター・ミラクル）

### オンライン演劇
- 劇団あサルとピストル「エモ人狼オンライン」[32]）」（2020年4月～） -森茉莉、金子みすず、横溝正史、谷崎潤一郎 役

### ラジオドラマ
- 705R-FM presents クリスマススペシャルドラマ 第一話「言い出せなくて」（2019年、松本）[33]
- 大河幻想ラジオドラマ「魔道祖師」（2020年、食魂天女[34]、子ども[35]、魏無羨に扮する男の子[36]、婆さん[37]、修行者女[38]、秋[39]）

### オーディオドラマ
- ミッドナイトクライシス(第２部・第１話)「エクレシア・ドールズ part1」（2021年[40]）

### ドラマＣＤ
- 恐竜少女ガウ子（お母さん）
- Fate/Prototype 蒼銀のフラグメンツ Drama CD & Original Soundtrack 1 -東京聖杯戦争-（新宿の女子大生B）
- Fate/Prototype 蒼銀のフラグメンツ Drama CD & Original Soundtrack 5 -そして、聖剣は輝く-（ブリテンの幼子）[41]
- 漂流兄弟「兄弟とミレニアム・ジャパン・ツアー ～子ども時代にタイムトラベルマダラメ博士の罠～」（2021年、くまま、樹根洲の母）[42]

### テレビ番組
- ぼくらはマンガで強くなった「夢をカタチに！究極の肉体表現“バレエ”」（2017年、NHK BS1）声の出演
- ぼくらはマンガで強くなった「必殺技」（2018年、NHK BS1）声の出演
- “弱虫ペダル”でツール・ド・フランスを楽しもう！（2015年、NHK総合）ナレーション

### ラジオ
- Linglo『東洋☆旋風』(トウヨウ☆タイフーン)(メインパーソナリティー)
- 青春ラジオ4ch「並木のり子ののりこんで濃い・恋・来い！」（ゲスト）
- レインボータウンFM「美 style」(ゲスト）
- 『松井菜桜子Presents 705R-FM』内「夜噺レストラン」パーソナリティー

### ヴォイスコミック
- VOMIC いぬまるだしっ（園長先生、ふとしくん、田吾作役）

### 漫画動画
- Android prince（キャスター）[43]

### パチンコ・パチスロ
- CRキャプテン翼（松山光）
- Pフィーバーゴルゴ13 疾風 ver（2020年、エバ）[44]
- Pキャプテン翼2020（2021年、松山光、浦辺反次）[45]

### イベント
- 玉川学園創立90周年記念式典（MC）[46]
- 並木のり子 アニメデビュー30周年記念春の祭典（2023年5月6日、MCと朗読）[47]）

### 紙芝居（紙芝居師こむぎちゃん名義）
紙芝居口演
- 渋谷画劇団定期口演 2015年7月26日 デックス東京ビーチ・シーサイドモール4F「台場一丁目商店街　タワー広場前」
- 渋谷画劇団定期口演 2015年11月29日 デックス東京ビーチ・シーサイドモール4F「台場一丁目商店街　タワー広場前」
- 「花咲くフェスタ」 2016年3月20日 あびこショッピングプラザ
- 港北みなも 2016年7月24日
- 「TOBUの夏祭り」 2016年8月6日、8月8日 東武百貨店池袋店 7階1番地特設会場
- 「丸の内キッズジャンボリー」 2016年8月16日 東京国際フォーラム
- 「かっぱ橋かおう会の夏祭り」 2016年8月20日 合羽橋かっぱ橋本通り
- 港北みなも 2016年9月22日
- あびこショッピングプラザ 2016年10月15日
- 中央区産業文化展「へそ展」 2016年10月30日 晴海トリトンスクエア 2階グランドロビー
- 《森永製菓×すくコム》「親子de 菓子育 おやつを知ろう！楽しもう！」2016年12月10日 イオンモール幕張新都心 ファミリーモール1F
- 港北みなも 2016年12月23日
- 「ユニバーサルアートフェスティバルinすみだ」 2017年2月4日、2月5日 墨田区立両国中学校・格技室
- 「共生スポーツ祭り」 2017年5月3日、5月5日 東京体育館
- 港北みなも 2017年7月22日
- 幡代小学校 2017年7月23日
- 「SPORTS of HEART 2017」 2017年10月15日 代々木公園
- 「くのいちせぶん」（絵・作・大地丙太郎）2017年11月23日 伊賀上野NINJAフェスタin上野恩賜公園
- 帝国ホテル 大道芸ステージ 2018年1月3日 帝国ホテル孔雀プロムナード
- 東武百貨店 船橋店 2018年5月4日 東武百貨店船橋店 6階5番地イベントプラザ
- 「チキンラーメン誕生秘話」 2018年5月13日、5月25日、5月27日 カップヌードルミュージアム
- 大江戸ハワイフェスティバル2018 2018年7月15日 ベルサール東京日本橋B1
- 「夏デパ！TOBU祭」 2018年8月3日 東武百貨店池袋店 7F3番地特設会場
- あびこショッピングプラザ 2018年8月4日 ※「織紙姫」として初口演[48]
- 「ホテルニューオータニ日本庭園 夏イベント」2018年8月11日〜8月19日 ホテルニューオータニ　※「織紙姫」としての口演もあり
- ミナクルマスク紙芝居ショー 2018年9月16日 イーアスつくば ※友人ツトムくん役
- あびこショッピングプラザ 2018年9月30日 ※「織紙姫」として口演
- 「SPORTS of HEART 2018」 2018年10月13日 代々木公園
- ｢第41回渋谷区くみんの広場 ふるさと渋谷フェスティバル｣ 2018年11月3日、4日 代々木公園
- ｢J-CULTURE FEST 2019｣ 2019年1月2日 東京国際フォーラム ※「織紙姫」としてのステージ口演もあり
- 帝国ホテル 大道芸ステージ 2019年1月3日 帝国ホテル孔雀プロムナード
- ふるさと祭り東京2019 2019年1月14日 東京ドーム
- 言葉遊び体験フェスティバルin荒川 2019年2月9日 南千住・延命寺 ※「織紙姫」として口演
- 「ホテルニューオータニ 紀尾井町桜まつり」2019年3月23日、24日、31日 ホテルニューオータニ　※31日は「織紙姫」として口演
- 東京タワー ゴールデンウィーク紙芝居口演 2019年5月2日
- ふるさと応援祭バイキングパーク2019 2019年5月3日、5日、6日 日比谷公園
- めおと紙芝居 2019年7月14日 Olympic千葉桜木店
- シタマチマルシェINおかちまちパンダ広場 2019年7月28日
- あびこショッピングプラザ 2019年8月3日 ※「織紙姫」として口演
- 「ホテルニューオータニ日本庭園 夏イベント」2019年8月10日 ホテルニューオータニ　※めおと紙芝居
- めおと紙芝居 2019年8月17日 広島県府中市こどもの国ポムポム
- ネオ紙芝居ライブ「まろんずパーティー」2019年9月1日 渋谷画劇団紙芝居稽古場 ※渋谷画劇団所属のネオ紙芝居師たちによるライブステージ
- 大地丙太郎スタイル27 TOKYOくノ一大集合！ 2019年9月1日 阿佐ヶ谷ロフトA ※ソロで「くのいちせぶん」（絵・作・大地丙太郎）を口演
- 港北みなも 2019年9月14日
- めおと紙芝居 2019年10月20日 Olympic武蔵浦和店
- 渋谷区パラリンピック紙芝居巡業口演「大向フェスティバル」2019年10月27日
- めおと紙芝居 2019年11月9日 浅草ビューホテル
- 江東湾岸まつり2019 2019年11月10日 豊洲公園 ※「織紙姫」として口演
- ネオ紙芝居ライブ「まろんずX'masパーティー」2019年12月21日 渋谷画劇団紙芝居稽古場 ※渋谷画劇団所属のネオ紙芝居師たちによるライブステージ
- 帝国ホテル 大道芸ステージ 2020年1月1日 帝国ホテル孔雀プロムナード ※「織紙姫」として口演
- ｢J-CULTURE FEST 2020｣ 2020年1月3日 東京国際フォーラム ※めおと紙芝居
- ふるさと祭り東京2020 2020年1月19日 東京ドーム ※めおと紙芝居
- 港北みなも 2021年10月9日 ※織紙姫、めおと紙芝居
- 港北みなも 2021年11月6日
- ホテルニューオータニ 2022年1月2日 ※「織紙姫」として口演
- 港北みなも 2022年2月12日
- つながる築地はなまつり 手塚治虫『ブッダ』連載50周年企画 紙芝居「ブッダ〜おしゃかさまの一生〜」 築地本願寺聞法ホール 2022年4月10日[49]
- デックス東京ビーチ｢デックス 黄金まつり｣ 2022年5月8日 [50]
- 港北みなも 渋谷画劇団 定期紙芝居口演 2023年3月11日 [51]
- ふるさと祭りINダイバーシティ東京プラザ 2023年5月3日 [52]
- ぐるぐるグルメカーニバル in立川 2024年9月22日、9月29日 [53]
- 東京国立博物館 あそびばとーはく 2024年11月13日 [54]

オリジナル紙芝居
- 「ほしのしょうねん☆キラリン」（絵・さいとうひさし、作・大久保ちか）

電子紙芝居
- 「きゅうきゅうしゃのきゅうすけ」（総務省消防庁サイト）紙芝居：：総務省消防庁

モーション漫画
- 「wakuwakuのはじまり」（大田区浴場連合会）モーション漫画：：大田区浴場連合会
- 「発見！この街 すみだの仕事２ ～人がつながる 笑顔がつながる～」（東京商工会議所）モーション漫画：：東京商工会議所
- 「新しい日常に経営者が今できること～新型コロナウイルス対策のためのマンガ～」（東京商工会議所）モーション漫画：：東京商工会議所